# Ma Lin (krijgsheer)

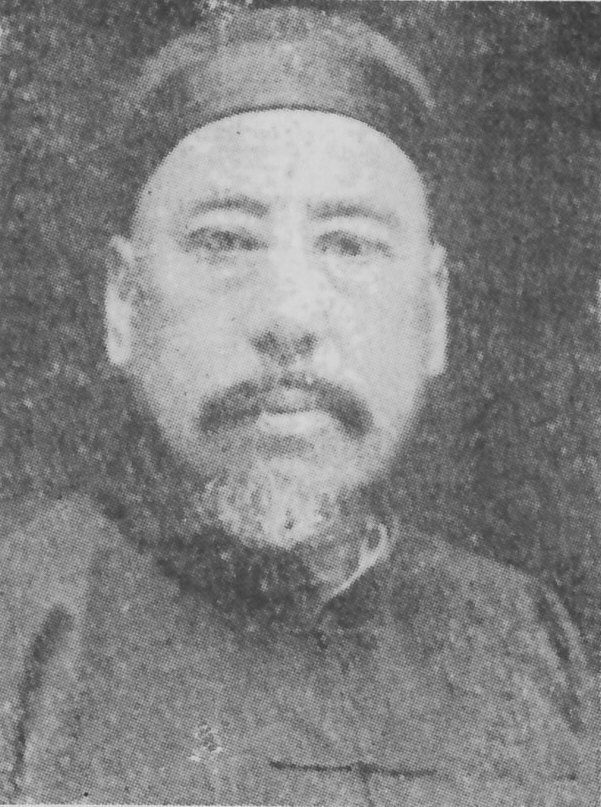
Ma Lin (krijgsheer)

Ma Lin (Chinees: 馬麟) (Gansu, Linxia, 1873 - 26 januari 1945), was een Chinees islamitisch krijgsheer en lid van de Ma-kliek. Hij was voorzitter van de regering van Qinghai in noordwesten van de Republiek China.
Ma Lin volgde verschillende malen posten van zijn broer Ma Qi op, als generaal in het zuidoosten van de provincie Gansu, als kanselier van de provinciale regering van Qinghai en als hoofd van het Bouwbureau van Qinghai. Uiteindelijk volgende hij hem bij diens dood in 1931 op als regeringsleider. Van deze post werd hij in 1937 verdreven door Ma Bufang, de zoon van Ma Lin.